# Lepidochitona dicksae
Lepidochitona dicksae är en blötdjursart som beskrevs av Boris I. Sirenko och Hayes 1999. Lepidochitona dicksae ingår i släktet Lepidochitona och familjen Ischnochitonidae. Inga underarter finns listade i Catalogue of Life.